# San Martín 1
San Martín 1 es una localidad del departamento Patiño, en la provincia de Formosa, Argentina.
Antes conocida como "Posta General San Martín" y luego "Gran Guardia San Martín" Se ubica sobre el margen del Bañado La Estrella, siendo sus actuales pobladores descendientes de santiagueños y salteños. La población aborigen fue diezmada en los años 40 por el Regimiento de Caballería N.º 29, siendo actualmente nula.
Su principal vía de acceso es la Ruta Provincial 26, que la vincula al norte con Fortín Primero Lugones, y al sur con Pozo del Tigre.

## Población
Cuenta con 66 habitantes (Indec, 2010), lo que representa un descenso del 22% frente a los 85 habitantes (Indec, 2001) del censo anterior.